# Demish Gaye
Demish Gaye (Manchester (Jamaica), 20 januari 1993) is een Jamaicaanse sprinter.  Hij nam eenmaal deel aan de Olympische Spelen en behaalde hierbij geen medaille. 

## Biografie
Gaye liet zich internationaal indivudeel een eerste keer opmerken in 2017 toen hij 6e eindigde in de finale van de 400 meter op de WK. Na een gouden medaille op de NACAC in 2018 behaalde Gaye in 2019 zijn eerste medaille op een wereldkampioenschap. Samen met Akeem Bloomfield, Nathon Allen en Terry Thomas liep Gaye naar de zilveren medaille op de 4 × 400 meter. Individueel eindigde Gaye op dit WK op een ondankbare 4e plaats. In 2021 nam Gaye deel aan de uitgestelde Olympische Spelen van 2020 in Tokio. Op de 400 m werd Gaye uitgeschakeld in de halve finale. Als slotloper van het Jamaicaanse kwartet liep Taylor in de finale van de 4 x 400 meter met Christopher Taylor, Jaheel Hyde en Nathon Allen naar een zesde plaats.

## Titels
- Jamaicaans kampioen 400 m - 2019

## Persoonlijke records
Outdoor
| Afstand | Prestatie | Datum          | Plaats       |
| ------- | --------- | -------------- | ------------ |
| 100 m   | 10,48 s   | 16 maart 2019  | Spanish Town |
| 200 m   | 20,48 s   | 11 maart 2017  | Kingston     |
| 400 m   | 44,46 s   | 4 oktober 2019 | Doha         |

## Palmares

### 400 m
- 2017: 6e WK - 45,04 s
- 2018: 6e Gemenebestspelen - 45,56 s
- 2018:  NACAC - 45,47 s
- 2019:  Pan-Amerikaanse Spelen - 44,94 s
- 2019: 4e WK - 44,46 s
- 2021: 4e in ½ fin. OS - 45,09 s

### 4 x 400 m
- 2016: 4e WK Indoor - 3.06,02
- 2017:  IAAF World Relays - 3.02,86
- 2018:  Gemenebestspelen - 3.01,97
- 2018: DSQ NACAC
- 2019:  IAAF World Relays - 3.01,57
- 2019:  WK - 2.57,90
- 2021: 6e OS - 2.58,76
- 2022: 5e WK - 3.12,71